# Can Can Bunny Superior
《Can Can Bunny Superior》是Cocktail Soft在1990年4月16日發售的成人遊戲，亦是Can Can Bunny系列的第二部作品。

## 遊戲系統
《Can Can Bunny Superior》是一部模擬遊戲或冒险游戏。本作亦是Can Can Bunny系列當中可攻略角色數最多的作品，總共有12名角色可被攻略。它滙集了三套獨立的劇情——分別稱為「再來一碗女大學生組合」（女子大生おかわりセット）、「水手服晚霞組合」（セーラー服ゆうやけセット）、「制服悶悶的組合」（制服むんむんセット）。每一組合各有4名女主角。玩家先要從上述組合中選擇一個，才能正式開始遊玩。然後玩家需按照對話內容，選擇行為選項。

## 角色
亞理子
為主角指明方向的少女。本作的亞理子原本是在魔法之國居住——這與前作「來自鏡之國」的設定不同。
再來一碗女大學生組合
真子
性格較實際年紀幼稚的女大學生。常跟美香一起行動。
美香
真子的朋友。性格較真子成熟。

為了忘掉失戀之痛而四處旅行的女大學生，於遊戲中暫住度假酒店。
秋山理沙
有着一頭波形髮的女大學生。喝酒後整個人會變得大膽積極。
制服悶悶的組合
森田真紀
於汉堡店工作的女性。
南千晶
空中小姐。
山口有紀子
願意捨身的女護士。
渡邊由香
某間公司的接待人員。外表美麗。
水手服晚霞組合
主角在遊樂園成功搭訕的四位女高中生。
篠原景子
性格活潑的少女，不過卻喜歡把秘密藏於心底。

性格文靜的少女，喜歡照顧人。
井原小百合
表面上較為成熟，但內心還是有少女一面的女高中生。
白石登紀
性格開朗的少女。喜歡能讓自己依靠的人。

## 開發與發行
1989年6月，Cocktail Soft向日本市面推出成人遊戲《Can Can Bunny》，並獲得玩家的好評。他們於是在1990年4月推出續作《Can Can Bunny Superior》。其以软盘形式發行，相容PC-8801mkIISR以後的PC-88系列、PC-9801VM以後的PC-98系列、X68000、MSX2。原画和角色设计由插畫師負責。開發團隊採訪了36位女性，以有關記錄作為開發《Superior》時的參考。

## 評價
評論者普遍認為這部遊戲攻略難度太高。美少女遊戲雜誌《Megastore》和《PC Angel》皆把這部作品視為Can Can Bunny系列當中最難攻略的作品。開發團隊在接受《電撃姫》訪問時表示：「可能是開發過程中換了負責人的關係吧，總之旗標變得十分複雜」。即使是該一公司的員工，他們大多也無法在試玩過程中把遊戲完全攻略。
《電撃姬》讚揚了本作插入的笑料。可攻略角色的數量也得到評論者的好評，他們認為12位可攻略角色讓這部作品「物有所值」，使人「印象深刻」。雜誌《PC Angel》認為本作以「組合」等用語來命名每組劇情的做法，讓人就像置身於1980年代似的。不過它亦肯定了本作的角色設定、插畫、色情場景，認為它們較前作進步。它表示，開發團隊在本作加入制服角色一事，便證明了「它對玩家的需求敏感」。

## 外部連結
- 官方網站（日語）